# إدوارد كرتيس
إدوارد شريف كرتيس (بالإنجليزية: Edward S. Curtis)‏ (16 فبراير 1868 -19 أكتوبر 1952) هو مصور فوتوغرافي أمريكي اشتهر بتصويره لأمريكا الغربية و الهنود الحمر , كما أنه أخرج أفلام صامته عن الهنود الحمر وشارك كمصور مساعد في فيلم الخطايا العشر في عام 1923 , صور كرتيس العديد من قبائل الهنود الحمر كما التقط صورة للمناضل الهندي جيرانيمو و من أشهر أعماله الفوتوغرافية صورة الأميرة أنجلينا، تلقى كرتيس دعما وإشادة من الرئيس الأمريكي ثيودور روزفلت, ألف كرتيس العديد من الكتب عن حياة الهنود الحمر ضمت أعماله الفوتوغرافية، توفى كرتيس في عام 1952 بجلطة قلبية، حفظت أعمال كرتيس الفوتوغرافية في مكتبة الكونغرس.

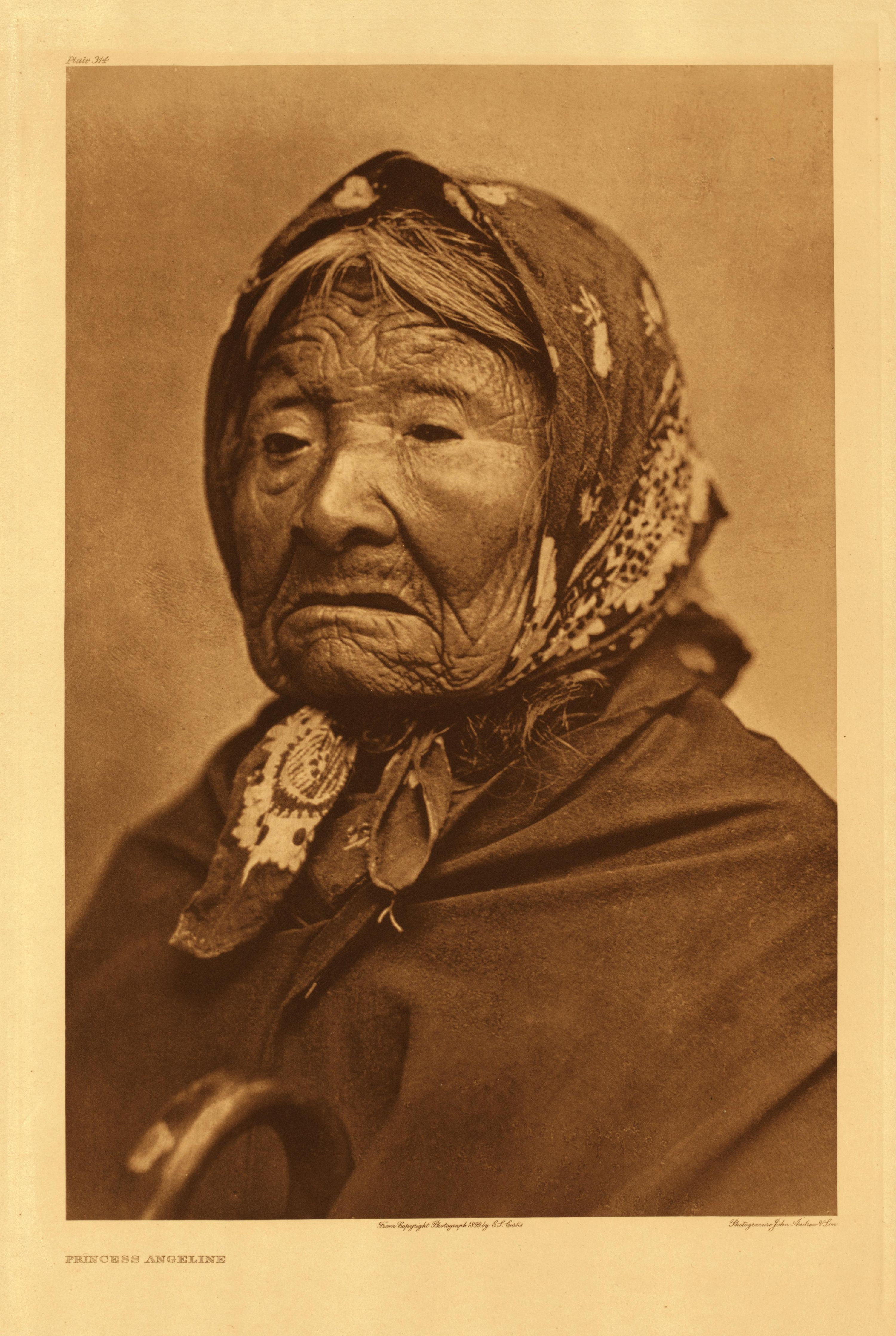
صورة الأميرة أنجلينا التي إلتقطها كرتيس في عام 1896

## وصلات خارجية
- إدوارد كرتيس على موقع IMDb (الإنجليزية)
- إدوارد كرتيس على موقع الموسوعة البريطانية (الإنجليزية)
- إدوارد كرتيس على موقع ميوزك برينز (الإنجليزية)
- إدوارد كرتيس على موقع ديسكوغز (الإنجليزية)
- إدوارد كرتيس على موقع قاعدة بيانات الفيلم (الإنجليزية)

- الموقع الرسمي
- صفحة إدوارد كرتيس في goodreads